# Nyssodrysternum plaumanni
Nyssodrysternum plaumanni är en skalbaggsart som beskrevs av Monné 1992. Nyssodrysternum plaumanni ingår i släktet Nyssodrysternum och familjen långhorningar. Inga underarter finns listade i Catalogue of Life.